# Leea
Leea (лія) — рід рослин із родини Vitaceae, підродини Leeoideae, які поширені в деяких частинах Центральної Африки й Мадагаскару, тропічної Азії, пн.-сх. Австралії та Меланезії. Раніше його відносили до власної родини Leeaceae на основі морфологічних відмінностей між ним та іншими родами Vitaceae. Ці відмінності включають кількість насінних зачатків на комірку (два у Vitaceae і один у Leeaceae), кількість плодолистків (два у Vitaceae і три у Leeaceae), а також відсутність або наявність стаміноїдної трубки (присутня у Leeaceae) і квіткового диска (присутня у Vitaceae).
Рід був названий Ліннеєм на честь Джеймса Лі, шотландського розплідника з Хаммерсміта, Лондон, який представив багато нових відкриттів для рослин в Англії наприкінці 18 століття.

## Екологія
Квіти Лії відвідують різні потенційні комахи-запилювачі, включаючи мух, ос, бджіл, метеликів і жуків. Деякі види могли розвинути синхронізовану дихогамію як механізм запобігання самозапилення.

## Морфологічна характеристика
Це ліани, прямовисні кущі чи невеликі дерева, рідше ростуть у вигляді великих багаторічних трав'янистих рослин. Рослини можуть мати шипи чи ні. Листки чергові, 1–4-перисті, рідше прості або 3-листчасті. Суцвіття складні двошарові або зонтикоподібні. Квітки 4–5-членні, двостатеві. Нижня частина пелюсток прирощена до стамінодіальної (стерильно-тичинкова) трубки на диску. Верхівка стамінодіальної трубки 5-лопатева, з’єднана між собою більш тонкою тканиною, утворюючи пазухи. Тичинкові нитки сплощені, світло-коричневі, чергуються зі стамінодіальними частками, загнуті всередину. Зав'язь дископодібна, 4–6(10)-коміркова, насінний зачаток по 1 на комірку. Ягода вдавлено-підкуляста, 4–6(10)-насінна. Дуже сухі ягоди стають фіолетовими до чорних або помаранчевих, коли дозрівають.

## Використання
Leea guineensis (часто комерційно називається Leea coccinea) і Leea rubra використовуються як декоративні рослини в парках і садах, а також у кімнатах.

## Види
Станом на 12 липня 2023 року Plants of the World Online приймає наступні 45 видів цього роду:
- Leea aculeata Blume ex Spreng.
- Leea acuminatissima Merr.
- Leea adwivedica K.Kumar
- Leea aequata L.
- Leea alata Edgew.
- Leea amabilis H.J.Veitch
- Leea angulata Korth. ex Miq.
- Leea asiatica (L.) Ridsdale
- Leea coccinea Planch.
- Leea compactiflora Kurz
- Leea congesta Elmer
- Leea coryphantha Lauterb.
- Leea curtisii King
- Leea cuspidifera Baker
- Leea dentata Craib
- Leea glabra C.L.Li
- Leea gonioptera Lauterb.
- Leea grandifolia Kurz
- Leea guineensis G.Don
- Leea heterodoxa K.Schum. & Lauterb.
- Leea indica (Burm.f.) Merr.
- Leea javanica Blume
- Leea krukoffiana Ridsdale
- Leea longifoliola Merr.
- Leea macrophylla Roxb. ex Hornem.
- Leea macropus Lauterb. & K.Schum.
- Leea magnifolia Merr.
- Leea manillensis Walp.
- Leea nova-guineensis Valeton
- Leea papuana Merr. & L.M.Perry
- Leea philippinensis Merr.
- Leea quadrifida Merr.
- Leea rubra Blume
- Leea saxatilis Ridl.
- Leea setuligera C.B.Clarke
- Leea simplicifolia Zoll. & Moritzi
- Leea smithii Koord.
- Leea spinea Desc.
- Leea suaveolens Merr. & L.M.Perry
- Leea tetramera B.L.Burtt
- Leea thorelii Gagnep.
- Leea tinctoria Lindl. ex Baker
- Leea tuberculosemen C.B.Clarke
- Leea unifoliolata Merr.
- Leea zippeliana Miq.